# Geo Tez
Geo Tez (urdu جیو تیز‎) informativni je televizijski kanal iz Pakistana pokrenut 2013. godine. Kanal je pokrenula Geo televizijska mreža. Informativni program prenosi se svakih petnaest minuta, a izmjenjuje se s zabavnim programom. Kanal prenosi izvanredne vijesti, informativni program, dokumentarne filmove i sličan sadržaj. Britanska televizijska tvrtka Sky Digital prenosi Geo Tezov program od svibnja 2013. godine.
Geo Tez je pokrenuo prvu animiranu seriju na urdu jeziku, nazvanu Burka Avenger, za pakistansku djecu. Serija je osvojila mnoge nagrade, a postala je popularna na televiziji i na internetu.

## Program
- Burka Avenger
- Doodh Patti Aur Khabar
- Tezabi Totay